# 1914 у літературі
Стаття є списком літературних подій та публікацій у 1914 році.

## Книги
- «Титан» — роман Теодора Драйзера.
- «Повстання ангелів» — роман Анатоля Франса.
- «Дублінці» — збірка оповідань Джеймса Джойса.
- «Серце» — роман Нацуме Сосекі.
- «Світ дає свободу» — роман Герберта Веллса.

## Поезія
- «Вінок» — єдина прижиттєва збірка віршів білоруського поета Максима Богдановича.
- «На північ від Бостона» — збірка віршів Роберта Фроста.
- «Ніжні бутони» — збірка віршів Гертруди Стайн.

## Народились
- 12 січня — Артур Джеймс Сеймур,  гаянський поет, есеїст, мемуарист (помер у 1989).
- 5 лютого — Вільям Барроуз, американський письменник (помер у 1997).
- 31 березня — Октавіо Пас (ісп. Octavio Paz), мексиканський поет, есеїст, перекладач (помер у 1998).
- 8 травня — Ромен Гарі (фр. Romain Gary, справжнє ім'я  Роман Кацев), французький письменник російсько-єврейського походження, кінорежисер, військовий, дипломат (помер у 1980).
- 16 липня — Михайло Іванович Томчаній, закарпатський письменник (помер у 1975).
- 1 серпня — Григол Григорович Абашидзе, грузинський поет (помер у 1994).
- 9 серпня — Туве Янссон (швед. Tove Marika Jansson), фінська письменниця (померла в 2001).
- 26 серпня — Хуліо Кортасар (ісп. Julio Cortázar), видатний аргентинський письменник (помер у 1984).
- 15 вересня — Адольфо Біой Касарес, аргентинський письменник (помер у 1999).
- 27 жовтня — Ділан Томас, валлійський поет і письменник (помер у 1953).

## Померли
- 25 березня — Фредерик Містраль, провансальський поет, лауреат Нобелівської премії з літератури (народився в 1830).
- 2 квітня — Пауль Гейзе, німецький письменник (народився в 1830).
- 21 червня — Берта фон Зуттнер, австрійська письменниця-пацифістка (народилась в 1843).
- 22 вересня — Ален-Фурньє, французький письменни (народився в 1886).
- 25 вересня — Альфред Ліхтенштайн, німецький письменник-експресіоніст (народився в 1889).
- 26 жовтня — Елізабет Мід-Сміт, ірландська писемниця (нарохдилася в 1844).
- 3 листопада — Георг Тракль, австрійський поет-експресіоніст (народився в 1887).